# The Best of 1983–2010
The Best of 1983-2010 – kompilacyjny album duńskiego hard/heavymetalowego zespołu Pretty Maids wydany w 2010 roku. Na albumie znajdują się utwory z lat 1983–2010.

## Lista utworów
1. „Back to Back” – 3:33
2. „Please Don't Leave Me” – 5:14
3. „Night Danger” – 3:49
4. „Children of Tomorrow” – 4:36
5. „City Lights” – 3:43
6. „Yellow Rain” – 5:30
7. „Future World” – 5:23
8. „A Merry Jingle” – 2:50
9. „Attention” – 3:59
10. „Running Out” – 4:00
11. „In the Flesh” – 3:24
12. „Fly Me Out” – 4:35
13. „Die with Your Dreams” – 5:11
14. „Freakshow” – 3:54
15. „Twisted” – 4:11
16. „Pandemonium” – 5:21
17. „When It All Comes Down” – 3:49
18. „Cielo Drive” – 3:53
19. „One World One Truth” – 4:18
20. „Little Drops of Heaven” – 4:37
21. „Destination Paradise” – 3:29
22. „Nowhere to Run” – 2:50
23. „Carpe Diem” – 3:51
24. „Clay” – 3:56
25. „Poisoned Pleasures” – 3:24
26. „Until It Dies” – 5:12
27. „They're All Alike” – 3:43
28. „Virtual Brutality” – 4:24
29. „Playing God” – 3:59
30. „Face of My Enemy” – 3:08
31. „Who's Gonna Change” – 4:04
32. „Why Die for a Lie” – 4:15
33. „Brave Young Breed” – 3:35
34. „Terminal Violence” – 3:53